# Asyncoryne
Asyncoryne ist eine ausschließlich im Meer lebende Gattung der Hydrozoen (Hydrozoa) aus dem Stamm der Nesseltiere (Cnidaria). Die Gattung besteht nur aus zwei Arten; sie ist die einzige Gattung der Familie Asyncorynidae.

## Merkmale
Die Arten weisen ein Polypen- und ein Medusenstadium auf. Allerdings sind bisher nur junge, noch nicht geschlechtsreife Medusen bekannt geworden. Der Hydroidpolyp besitzt einen kurzen Hydrocaulus, der aus kriechenden Stolonen emporwächst. Das Perisarc von Hydrocaulus und dem Hydrorhiza ist lamellar und aus zahlreichen, klar definierten Schichten aufgebaut. Das stolonale Coenosarc ist an manchen Stellen durch einige längliche endodermale Kanäle unterteilt. Coenosarc und Perisarc sind durch röhrenförmige Kanäle verbunden. Der Hydranth ist keulenförmig und weist einen Kranz mit vier bis sechs soliden, capitaten Tentakeln um den Mund herum auf. Zahlreiche solide moniliforme Tentakeln sind über den ganzen Körper verteilt. Die Medusenknospen bilden sich im unteren Drittel des Hydranthen. Die junge Meduse besitzt vier Tentakeln, die mit Nesselzellen besetzt sind. Nesselzellentaschen auf der Exumbrella (Außenseite des Schirms) enthalten Stenotelen.

## Geographisches Vorkommen
Die Arten kommen im Indischen und Pazifischen Ozean vor. Ein Vorkommen vor der Küste von Reunion lag in 345 bis 375 m Tiefe.

## Systematik
Derzeit sind nur zwei Arten der Gattung bzw. der Familie bekannt:
- Asyncoryne Warren, 1908
  - Asyncoryne philippina (Hargitt, 1924) (Pteronema darwini Haeckel, 1879 ist wahrscheinlich ein Synonym)
  - Asyncoryne ryniensis Warren, 1908

### Online
- Hydrozoa Directory